# Tinas cookalong
Tinas cookalong var ett direktsänt matlagningsprogram i TV4.
Programmet är en svensk version av det engelska TV-programmet Gordon Ramsays: Cookalong. I varje program lagar Tina Nordström på en timme en trerättersmiddag tillsammans med en gäst. I TV-programmet har tittarna möjlighet att själv laga maten och medverka i programmet med hjälp av en webbkamera. Hela receptet publiceras en vecka före sändning på recept.nu.

## Gäster som medverkat
- Pia Johansson
- Kenny Bräck
- Carolina Gynning
- Anja Pärson
- Ernst Kirchsteiger
- Pernilla Wahlgren
- Victoria Silvstedt
- Martin Stenmarck
- Felix Herngren
- Mark Levengood